# Barbus humphri
Barbus humphri är en fiskart som beskrevs av Banister, 1976. Barbus humphri ingår i släktet Barbus och familjen karpfiskar. Inga underarter finns listade.